# Miroslav Dvořák (herec)
Miroslav Dvořák (* 14. dubna 1975 Benešov) je český herec, moderátor, zpěvák, výtvarník a pedagog - lektor rétoriky.

## Životopis
V letech 1994–1995 působil v Horáckém divadle v Jihlavě a v letech 1999–2004 v Městském divadle v Mostě. Hostoval v Divadle pod Palmovkou a v Národním divadle v Praze. Nyní je na volné noze. Jeho tvář je známá z televizního seriálu Ordinace v růžové zahradě 2, kde ztvárnil roli lichváře Rudovského. Spolupráce s TV Óčko – hlas Óčka. Kromě činoherního herectví se také věnuje opernímu a operetnímu zpěvu. Mimo jiné několik let koncertoval se sólistkou Hudebního divadla v Karlíně Gallou Macků. V současné době spolupracuje s operní pěvkyní Pavlou Štěpničkovou – operní recitál „Koncert nejen pro pana Mozarta“. Věnuje se uměleckému přednesu, koncertnímu melodramu (člen společnosti Zdeňka Fibicha) a divadlu jednoho herce, za které získal řadu ocenění. Vyučuje jevištní řeč a základy herectví na VOŠ herecké v Praze, kterou i vystudoval. Koncerty s Jitkou Hosprovou, festival Procházky uměním s Jitkou Hosprovou. V agenturách AHA a Descartes působí jako lektor rétoriky. Člen divadelní společnosti Indigo Company. Věnuje se výtvarné činnosti – osobité koláže „Z trhanců a aldipel“, olejomalby. Často se podílí na výtvarné složce inscenací – scéna, kostýmy. Spolupráce s akademickou malířkou Inkou Delevovou. Pořádá pravidelné tematické výstavy.